# Pacifigeron
Pacifigeron is een geslacht uit de composietenfamilie (Asteraceae). De soorten uit het geslacht komen voor in het zuid-centrale deel van het Pacifisch gebied.

## Soorten
- Pacifigeron indivisus Saldivia
- Pacifigeron rapensis (F.Br.) G.L.Nesom